# فرآوری ماهی

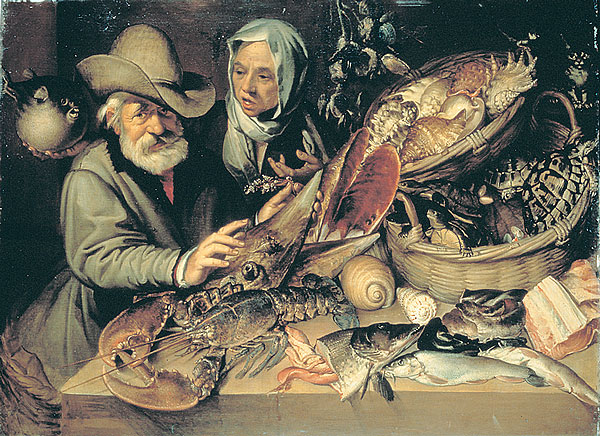
انسان‌ها از دوران نوسنگی به فراوری ماهی پرداخته‌اند. این غرفه ماهی سدهٔ شانزدهمی بسیاری از محصولات ماهی سنتی را نشان می‌دهد.

اصطلاح فرآوری ماهی (به انگلیسی: Fish processing) به فرآیندهای مرتبط با ماهی و محصولات ماهی بین زمان صید یا برداشت ماهی تا زمانی که محصول نهایی به مشتری تحویل داده می‌شود، اطلاق می‌شود. اگرچه این اصطلاح به‌طور خاص به ماهی اشاره دارد، اما در عمل به هر موجود آبزی که برای مقاصد تجاری برداشت می‌شود، اعم از صید در ماهیگیری وحشی یا برداشت‌شده از آبزی‌پروری یا پرورش ماهی، گسترش داده می‌شود.
شرکت‌های بزرگ‌تر فرآوری ماهی اغلب ناوگان ماهیگیری یا عملیات کشاورزی خود را اداره می‌کنند. محصولات صنعت ماهی معمولاً به فروشگاه‌های زنجیره‌ای مواد غذایی یا به واسطه‌ها فروخته می‌شود. ماهی‌ها به‌شدت فاسدشدنی هستند. یکی از نگرانی‌های اصلی فرآوری ماهی، جلوگیری از خراب شدن ماهی است، و این یک نگرانی اساسی در طول دیگر عملیات فرآوری است.